# Випава (община)
Община Випава (словен. Občina Vipava, нем. Gemeinde Wippach) — городская община в западной части Словении, в Словенском Приморье, на границе с Италией. Расположена в исторической области Внутренняя Крайна.
Находится в Випавской долине реки Випава у плато Карст. Административный центр — город Випава.
Население общины — 5 344 человек по данным переписи 2010 года.

## Населенные пункты
Населенные пункты входящие в состав общины Випава:
- Duplje,
- Erzelj,
- Goče,
- Gradišče pri Vipavi,
- Hrašče,
- Lozice,
- Lože,
- Manče,
- Nanos,
- Orehovica,
- Podbreg,
- Podgrič,
- Podnanos,
- Podraga,
- Poreče,
- Sanabor,
- Slap,
- Випава — административный центр общины,
- Vrhpolje,
- Zemono.

## Известные уроженцы и жители
- Баумкирхер, Андреас (1420—1471) — барон, военачальник Священной Римской империи. Мятежник.
- Герберштейн, Сигизмунд фон (1486—1566) — австрийский дипломат, писатель и историк. Наибольшую известность приобрёл за свои обширные труды о географии, истории и внутреннем устройстве Московского Великого княжества и Русского царства.
- Крель, Себастиан (1538—1567) — словенский протестантский реформатор, писатель, богослов, филолог и проповедник.
- Премрл, Станко (1880—1965) — словенский композитор и священник, автор музыки к гимну Словении.
- Премрл, Янко (1920—1943) — югославский словенский партизан, участник Народно-освободительной войны Югославии. Народный герой Югославии.

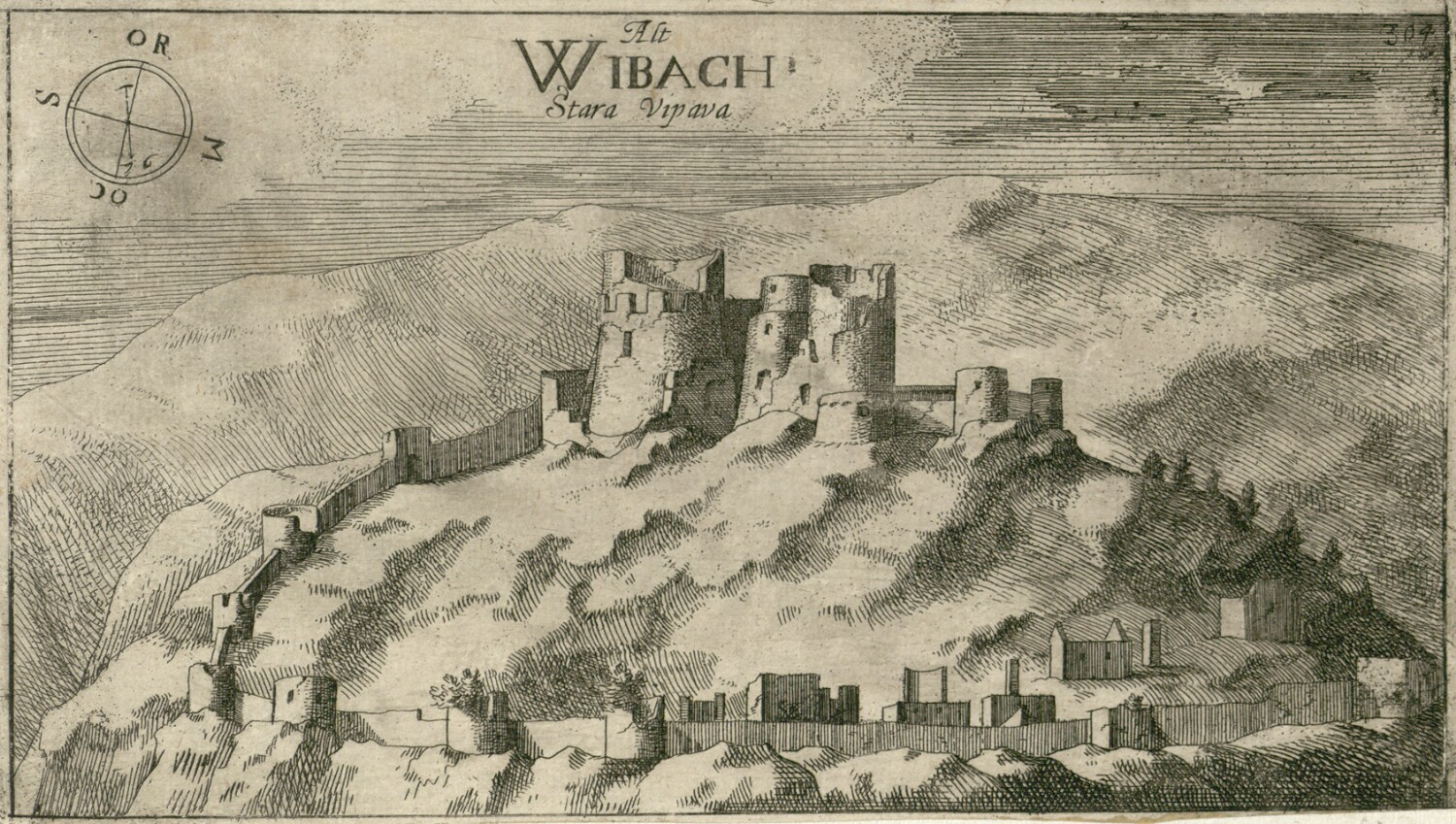
Випавский замок на гравюре 1679 г.
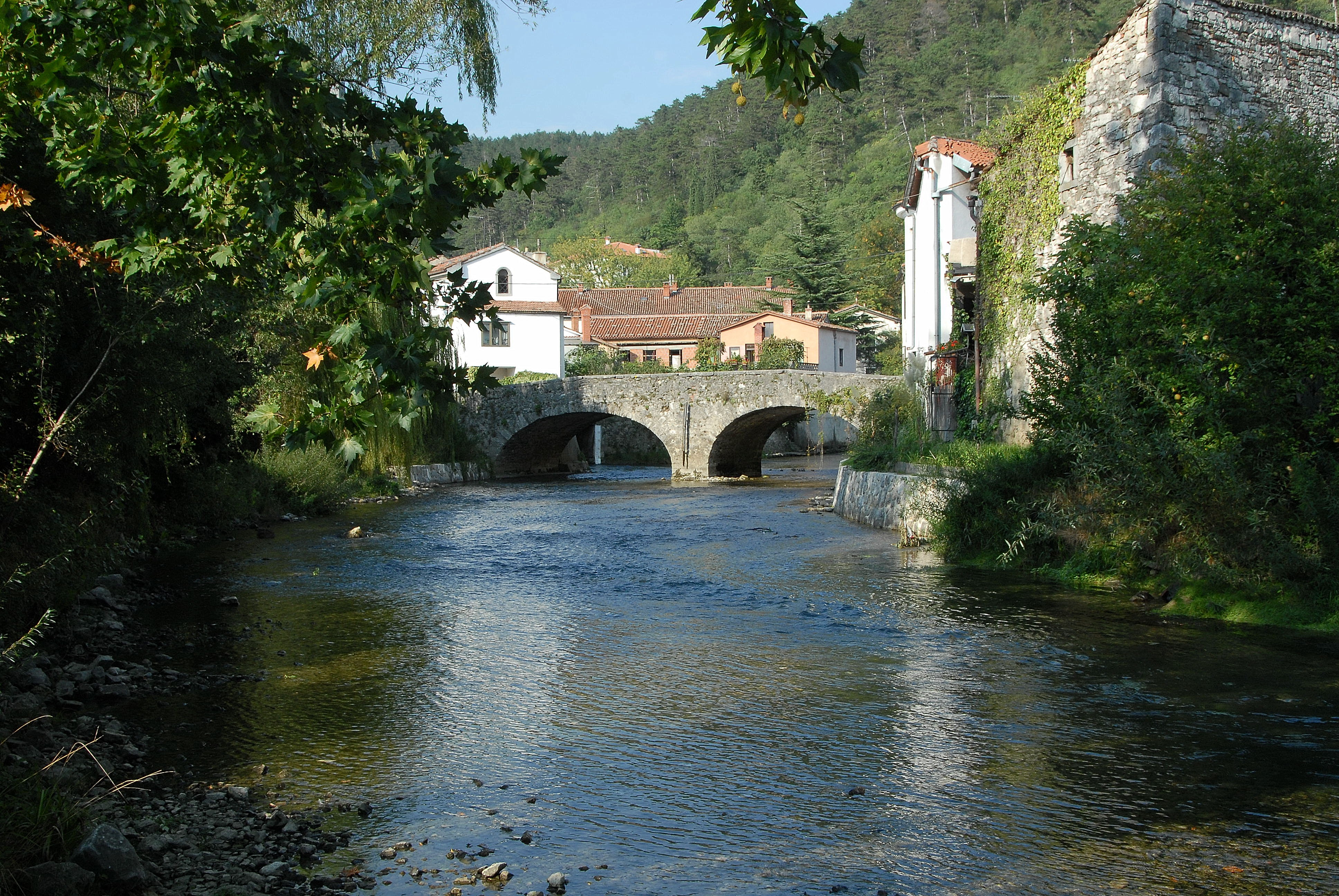
Мост Табор через реку Випава
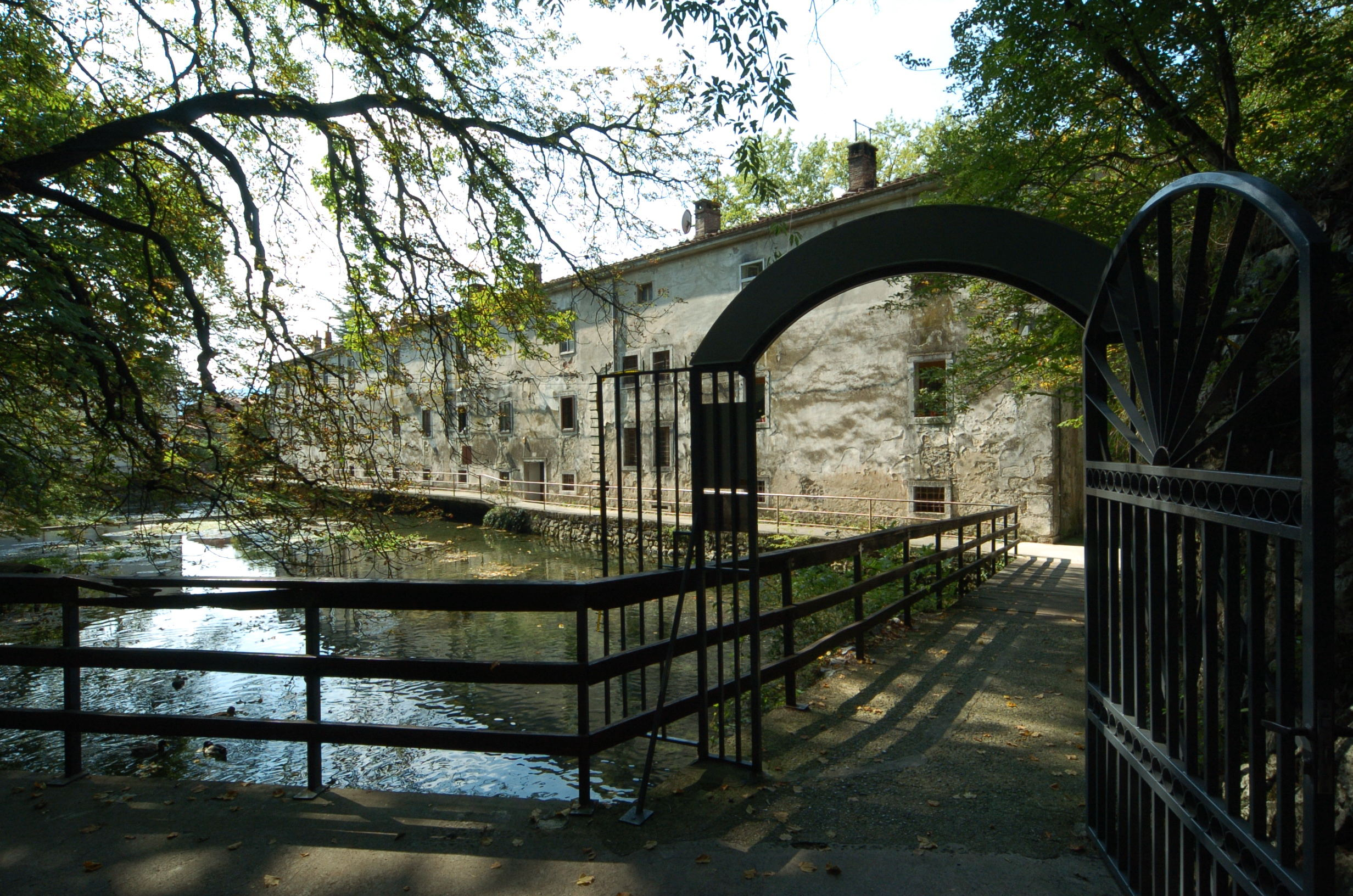
Река Випава у замка Подскала
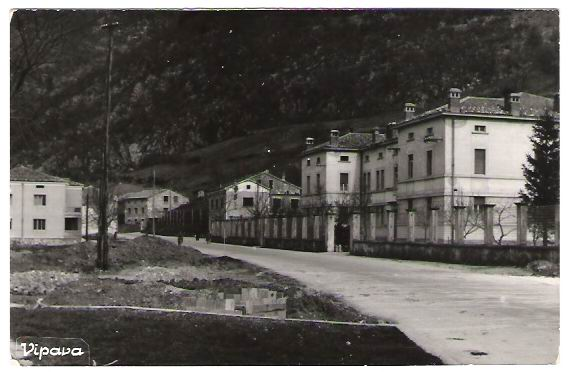
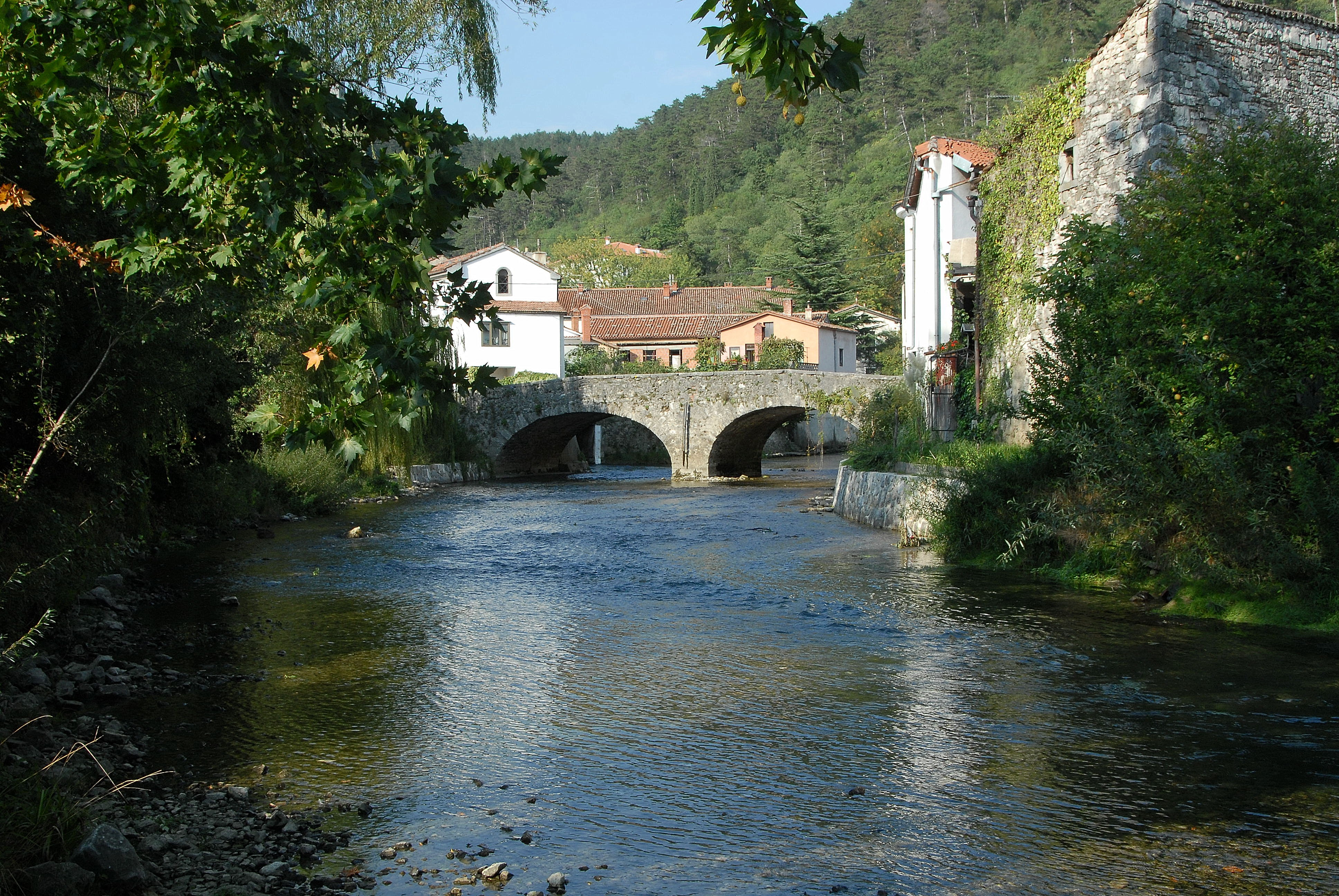